# Heavy Rain
Heavy Rain (с англ. — «Ливень») — приключенческая компьютерная игра («интерактивная драма»), разработанная французской студией Quantic Dream и выпущенная компанией Sony Computer Entertainment для PlayStation 3 в 2010 году; в последующие годы она также была переиздана для PlayStation 4 и Windows. В основе сюжета — детективно-драматическая история о четырёх героях, расследующих дело Мастера Оригами — серийного убийцы, который похищает своих жертв в продолжительную дождливую погоду и оставляет на месте преступления фигурку оригами.
Heavy Rain выделяется необычной схемой управления, совмещающей в себе нажатие кнопок в соответствии с выводимыми на экран контекстными подсказками, считывание положения контроллера в пространстве и Quick Time Event. Игра нелинейна: и решения, и действия, принимаемые игроком по ходу игры, могут привести к различным вариантам развития сюжета и концовкам — вплоть до смерти одного или нескольких игровых персонажей.
Главным руководителем проекта был Дэвид Кейдж, написавший сценарий на 2000 страниц. Для создания Heavy Rain он побывал в Филадельфии для изучения атмосферы. Основной целью Кейджа было исправление недостатков его предыдущей игры, Fahrenheit. Композитором Heavy Rain выступил Норман Корбей, записавший саундтрек в студии «Эбби-Роуд».
Heavy Rain получила положительный отклик от критиков и игроков — её хвалили за эмоциональное и нелинейное повествование, визуальные эффекты и музыку; однако в качестве недостатков обозреватели отмечали посредственную английскую озвучку, неудобное управление и сюжетные нестыковки.

## Игровой процесс
Heavy Rain — приключенческая игра. Геймплей Heavy Rain отличается от геймплея привычных для времени её выхода приключенческих игр, и Дэвид Кейдж даже заявлял, что она не принадлежит к этому жанру: в ней нет инвентаря, и повествование развивается через действия игрока, а не через неинтерактивные катсцены; представитель Sony Worldwide Studios Майкл Денни подчеркивал, что хотя игру и можно называть «приключенческой» или action-adventure, сама компания предпочитает определение «интерактивная драма». В игре есть множество ветвлений и вариантов повествования, и в зависимости от действий игрока одни и те же события могут развернуться по-другому или вообще не произойти. Heavy Rain разделена на 50 глав — в разных главах игрок управляет разными персонажами, и уже пройденную главу можно переиграть заново, в том числе перепройти момент без возможности сохранения. В игре есть настройки сложности, которые игрок может изменить в любой момент — в зависимости от этих настроек различные ситуации в игре могут стать более трудными, заставляя игрока реагировать быстрее или предлагая для решения более сложные задачи.
Под управлением игрока попеременно находятся четыре персонажа, каждый со своим характером и слабостями. Каждый из этих героев может погибнуть в ходе игры — при этом игра не прекращается и не откатывается к предыдущему сохранению, действие просто переходит к следующему персонажу, и игрок не сможет продолжить игру только в том случае, когда все четверо героев будут мертвы. Один из героев, агент ФБР Джейден, использует в расследовании футуристические очки дополненной реальности под названием «УРС» — это устройство позволяет ему находить отпечатки пальцев и следы ДНК, проигрывать аудиозаписи и создавать виртуальное окружение, видимое только ему одному; другим персонажам эти возможности недоступны.
Heavy Rain использует необычную схему управления: при нажатии на правый курок контроллера игровой персонаж двигается вперёд. Игрок может повернуть персонажа и направить его туда, куда надо, наклоняя левый джойстик контроллера. Если зажать левый курок и нажать на определённую кнопку, герой озвучит свои мысли о происходящем. Время от времени управляемые игроком персонажи вступают в диалог с кем-либо — варианты возможных ответов будут появляться на экране в нужные моменты. Выбранный игроком ответ может повлиять на дальнейшие переговоры. Персонаж может взаимодействовать со множеством интерактивных предметов в игре — эти манипуляции, как правило, совершаются с помощью правого джойстика, но нередко предстоит нажимать на другие кнопки контроллера и их комбинации. Назначение кнопок многократно меняется в течение игры: одна и та же кнопка может в разных ситуациях использоваться для того, чтобы бросить бумеранг, укачивать ребёнка или ударить противника по голове. Игра время от времени выводит на экран контекстные подсказки, показывая, какие действия можно выполнить в данный момент. Heavy Rain также включает в себя Quick Time Event — сцены, требующие от игрока быстро нажать случайно определённую игрой кнопку; они используются как в экшн-ситуациях, где персонажу угрожает опасность, так и во время диалогов, где нужно за ограниченное время выбрать реплику, которую игрок считает наиболее уместной.
Версии игр для консолей семейства PlayStation используют также отслеживание положения геймпада (Sixaxis или DualShock) в пространстве, и некоторые действия могут потребовать от игрока, например, переместить геймпад вперёд. Контроллер PlayStation Move позволяет использовать два других режима управления на выбор: либо с парой контроллеров Move, либо с одним Move в одной руке и обычным геймпадом DualShock в другой. В этих режимах игровые действия выполняются движением руки с контроллером Move (например, поднятием руки или встряхиванием контроллера), а второй контроллер или геймпад отвечает за перемещение персонажа в игре. В версии для ПК все действия совершаются нажатием на левую кнопку мыши и проведением мышью в определённую сторону. Мысли персонажей вызываются правой кнопкой мыши и нажатием на определённую цифру на клавиатуре.

## Сюжет
В игре четверо героев — архитектор Итан Марс (Паскаль Лангдейл), агент ФБР Норман Джейден (Леон Окенден), журналистка Мэдисон Пейдж (Джеки Эйнсли/Джуди Бэйчер) и частный детектив Скотт Шелби (Сэм Дуглас).
Отпраздновав день рождения своего сына Джейсона, Итан Марс со своей семьёй отправляются в торговый центр за покупками. Но поход по магазинам оборачивается печальными событиями — Джейсона и Итана сбивает машина. Мальчик умирает, а его отец впадает в шестимесячную кому. После комы Итан винит в смерти своего сына себя, разводится со своей женой Грейс, переезжает в небольшой загородный дом и испытывает психологическую травму, провалы в памяти и страдает агорафобией. Два года спустя, находясь со своим вторым сыном Шоном в парке аттракционов, Итан теряет сознание, а когда приходит в себя, то обнаруживает в своей руке только фигурку оригами. Таким образом, Шона похищает Мастер Оригами — серийный маньяк, похищающий своих жертв (преимущественно маленьких мальчиков) в осенний и дождливый период и топящий их в дождевой воде, оставляя на месте преступления фигурку из оригами. Агент ФБР Норман Джейден, борющийся с зависимостью от наркотического вещества «Триптокаин», расследует похищение и убийство другой жертвы маньяка. Тот приходит к выводу, что жертва умерла в тот же день, когда ливень затопил камеру, где её держали. Исходя из погодных условий, агент также сделал вывод, что Шону осталось жить всего три дня.
Осаждённый репортёрами Итан поселяется в мотеле. Он получает письмо от Мастера Оригами, в котором говорится о местонахождении секретной коробки из-под обуви. Там содержится мобильный телефон, пистолет и пять фигурок оригами в виде животных. Убийца звонит отцу и объясняет, что каждая из этих фигурок содержит инструкцию к испытаниям, которые определят, насколько он любит Шона. За удачное прохождение испытаний отец получит часть адреса местонахождения своего сына, а если откажется или провалит испытание — ничего. Итану предстоит проехать на бешеной скорости пять миль по шоссе, наполненной машинами, ползать по вентиляции с битым стеклом и электрическим опорам, отрезать фалангу пальца, убить наркоторговца и выпить яд на камеру. После прохождения первого испытания Итан знакомится с журналисткой Мэдисон Пейдж, которая поселяется в мотеле из-за бессонницы. Она проводит собственное расследование по Мастеру Оригами. А Норман вместе с лейтенантом Картером Блейком расследуют подозреваемых, но ничего не проясняется до тех пор, пока бывшая жена Итана не приходит в полицейский участок, опасаясь, что он причастен к похищению Шона. После того, как психиатр Итана рассказывает полицейским о его провалах в памяти, лейтенант Блейк объявляет Итана Марса в розыск. Норман не верит, что Шона похитил собственный отец, и продолжает расследовать другие версии. Тем временем, частный детектив Скотт Шелби встречается с семьями жертв маньяка, собирая письма и другие улики, которые они получили после похищения. Проститутка и мать одной из жертв Лорен Уинтер уговаривает Скотта оказывать помощь в поисках и сопровождать его. Их расследование приводит к Горди Крамеру, который утверждает, что он — Мастер Оригами. Шелби и Уинтер оглушают и выбрасывают в машине на дно реки. В зависимости от решения игрока Лорен может утонуть в автомобиле или же выжить. Скотт выслеживает отца Крамера и заставляет его признаться, что Горди был виновен в инциденте, произошедшем несколько лет назад, в результате которого был убит мальчик.
По мере прохождения игры игрок сыграет в два флешбэка, раскрывающие происхождение Мастера Оригами. Оба проходят 34 годами ранее, в первом братья-близнецы играют на строительной площадке. В ходе игры в прятки, один из них, Джон Шеппард, падает в сломанную трубу, и его нога застревает. Ситуацию усугубляло ещё то, что в этот момент шёл сильный ливень, и в итоге труба стала наполняться. Второй же проходит сразу же после попадания Джона в ловушку — брат бежит домой, чтобы предупредить своего пьяного отца и пойти на помощь, но тот прогоняет мальчика и не приходит спасать. Испуганный и потерянный мальчик мог только беспомощно смотреть на своего тонущего в ловушке брата. Именно так и появился Мастер Оригами — он ищет отца, способного пойти на всё ради своего сына. Он убивает своих жертв именно таким же способом, каким умер Джон. Выясняется, что брат Джона — Скотт Шелби, и после смерти близнеца мальчика усыновила другая семья. Таким образом, Скотт как детектив расследует свои же собственные преступления, а улики ищет только затем, чтобы уничтожить.
У Итана, Мэдисон и Нормана есть возможность найти склад, где находится Шон, спасти его и остановить Скотта. Итан может приехать на склад, если выполнит испытания Мастера Оригами, Мэдисон должна не умереть и найти адрес в квартире убийцы, Норман также должен выжить и найти Мастера Оригами, находя и собирая улики с помощью своих очков «УРС». Если Итан приедет на местоположение в одиночку, он убьёт или пощадит Шелби (в зависимости от решения игрока), спасёт Шона, но будет застрелен полицейскими на выходе. Если все трое выжили, Итан спасёт ребёнка, Мэдисон постарается спасти Итана от полицейских, а Норман вступит в схватку со Скоттом. Если Итан не приедет, то вместо него Шона спасёт агент ФБР, а Мэдисон сразится с убийцей. Если и Норман не найдёт местоположение, то всё это может сделать Мэдисон. Как только глава будет завершена, игроку покажут новостной выпуск, в котором раскрывается дальнейшая судьба четвёрки. Самый позитивный исход — Итан и Мэдисон начинают новую совместную жизнь с Шоном, Норман покидает ФБР для лечения своей зависимости, а Скотт убит. Самый неблагоприятный исход — Мэдисон и Шон погибают, Норман умирает от передозировки триптокаином после неудачи в деле спасения Шона, Скотт Шелби остаётся безнаказанным, если его спутница умерла в ходе прохождения, а Итан вешается в своей камере.

## Разработка
Первоначально студия Quantic Dream вела переговоры с компанией Microsoft как возможным издателем игры — если бы эта сделка состоялась, игра должна была быть выпущена для Xbox 360 и Windows. Microsoft, однако, отказалась от проекта — тема «похищения детей» показалась студии неприемлемой и потенциально скандальной. В дальнейшем разработчики подписали другой контракт с Sony — по нему игра стала эксклюзивной для PlayStation 3. Параллельно с этим, студия также обсуждала разработку сиквела своей самой первой игры Omikron: The Nomad Soul на PlayStation 3, Xbox 360 и Windows, но в конечном итоге проект был отменён в пользу Heavy Rain.
На выставке Electronic Entertainment Expo в мае 2006 года Quantic Dream продемонстрировали техническую демоверсию под названием Heavy Rain: The Casting — она показывала возможности их нового игрового движка. Запущенная на PlayStation 3 демоверсия демонстрировала цифрового персонажа — актрису, проходящую «кастинг на роль» в предстоящей игре. Эта цифровая героиня демонстрировала разные эмоции — говорила, смеялась, плакала, приставляла к виску пистолет и делала выстрел, отвернув камеру к стене, но потом снова появлялась в кадре целой и невредимой. Виртуальная камера показывала лицо героини крупными планами, демонстрируя реалистичную анимацию мимических мышц, текущих по коже слёз и тому подобного — разработчики подчеркивали, что все эти анимации отрисовываются движком в реальном времени, а не являются обычной видеозаписью. The Casting была разработана за три месяца. Первоначально она не предназначалась для показа широкой публике — демоверсию показали на выставке по просьбе Sony. Цифровую героиню с помощью захвата движения «сыграла» французская актриса Орели Бансийон — хотя первоначально последнюю привлекли лишь для создания демоверсии, руководитель разработки и глава Quantic Dream Дэвид Кейдж был впечатлён актёрской игрой Бансийон и действительно предложил ей исполнить в Heavy Rain роль Лорен Уинтер. Демоверсия использовала физический движок PhysX от Nvidia — позже, уже в 2010 году, упоминание Heavy Rain на сайте Nvidia породило ложные слухи о выходе игры для персональных компьютеров; представители Nvidia были вынуждены их опровергать, сообщив, что PhysX использовался лишь в демоверсии, тогда как позже Quantic Dream полностью перешла на движок Havok. После показа технической демоверсии The Casting студия создала специальную технологию, позволяющая сопоставлять анимацию глаз с выражением лица персонажа при захвате движения.
На создание Heavy Rain ушло четыре года. Бюджет на разработку, маркетинг и дистрибуцию составил 40 миллионов евро; на сценарий ушло более двух тысяч страниц бумаги — диалоги одной только Мэдисон Пейдж заняли 150 страниц. На съёмки Heavy Rain по технологии захвата движения потребовалось 170 дней, для создания лиц и моделей было задействовано больше 70 актёров и каскадёров и 60 дополнительных дней. В игре около 30 тысяч анимаций, поделённых на шестьдесят наборов. На тот момент финансовый директор Quantic Dream Гийом де Фондомье заявил, что Heavy Rain — самый амбициозный проект с технологией захвата движения. Пролог игры, где одного из сыновей Итана сбивает машина, был жизненным для Дэвида Кейджа — он на некоторое время сам потерял своего сына в торговом центре, и это заставило его задуматься о том, «что значит любить своего сына». Тот случай также привёл к созданию слогана игры — «Насколько далеко вы готовы зайти, чтобы спасти кого-то, кого любите?». Кейдж структурировал игру как фильм и хотел решить разочарование, которое он испытывал в других играх от надписи «Game Over» — он захотел, чтобы история продолжалась, независимо от смерти какого-то персонажа. Говоря о жанре Heavy Rain, геймдизайнер в 2009 году заявлял, что игра не является приключенческим квестом. По его словам, квесты — это чётко определённый с точки зрения геймплея жанр, в котором есть инвентарь, головоломки с обследованием и комбинированием предметов, общая линейность и длинные кат-сцены и диалоги. В Heavy Rain всего этого нет, а основной упор сделан на нелинейность и действия игрока. Каждый герой был создан на основе своего актёра-прототипа; тело Мэдисон Пейдж смоделировано с Джеки Эйнсли, а голос и лицо — с Джуди Бэйчер. Чтобы игра не казалась игрокам скучной, большинство эпизодов намеренно были созданы короткими. Пользовательский интерфейс в игре реализован с помощью инструмента Omegame Menus Master. Создавая для Heavy Rain систему Quick Time Event, разработчики вдохновлялись игрой Shenmue. В ранних версиях игры студия использовала самостоятельно разработанный контроллер для управления движением — по задумке инженеров студии, к геймпаду DualShock предлагалось крепить пластмассовой клипсой модуль с тремя светодиодами, и их движение отслеживала бы подключенная к консоли камера EyeToy. Quantic Dream предложила эту конструкцию Sony, но не получила одобрения и была вынуждена перейти к использованию обычного контроллера DualShock без модификаций. Для привлечения большого количества игроков в игру добавили три уровня сложности. Касаемо управления, Дэвид Кейдж для Heavy Rain придумал совсем нестандартную схему управления, и каждая кнопка отвечает за разное действие. «Большинство кнопок на геймпаде имеют единственную цель, вроде стрельбы из пистолета. Вы нажимаете кнопку, вы убиваете врага, и так 20 уровней. Чтобы рассказать разнообразную историю, нам нужен герой, способный на всё. Одна кнопка может управлять бесконечным количеством различных вещей в разных уровнях» — говорил он. На портирование Heavy Rain на ПК ушёл год из-за переработки кода движка игры и управления под клавиатуру и мышь. Версия на PlayStation 4 разрабатывалась совместно с сингапурской компанией Virtuos — она помогала Quantic Dream в разработке HD-текстур.
Главная цель Кейджа состояла в создании более «интерактивного повествования» и исправлении недостатков Fahrenheit. Несмотря на то, что в игре не упоминается, где проходят действия, геймдизайнер говорил, что во время создания Heavy Rain посещал Филадельфию вместе с киноскаутом, работавшим над одноимённым фильмом. Кейдж просил своего товарища сопровождать его в изучении бедных окрестностей города. На путешествие по Филадельфии Дэвида вдохновили фильмы его любимого режиссёра М. Найта Шьямалана — «Шестое чувство» и «Неуязвимый». Разработчик был шокирован, насколько Филадельфия — унылый город, поэтому он включил в игру огромное количество крупных заводов рядом с жилыми домами. Большинство событий в игре были взяты из реальной жизни. Для создания образа Мастера Оригами Дэвид прочитал множество книг о серийных убийцах и изучал их мотивы и истории. Испытание «Ящерица», где Итан должен отрезать палец ради своего сына, основано на несчастном случае Кейджа в детстве. Из итоговой версии Heavy Rain было вырезано много сцен, многие из которых связаны с Мэдисон Пейдж — изначально планировалось показать, как она устраивает перестановку в своей квартире и ходит на работу для написания статей и поиска дополнительной информации в архивах. Также были удалена сцена, которая показывает, как Мастер Оригами избавляется от тела последней жертвы.
Норман Корбей, ранее писавший саундтрек к Fahrenheit, стал композитором и Heavy Rain. На написание композиций ушло два месяца. Кейдж проинструктировал композитора о том, что у каждого игрового персонажа свои взгляды на жизнь, соответственно, у каждого из них должна быть своя музыкальная тема. Таким образом, тема Итана Марса была сыграна на фортепиано, тема Скотта Шелби — на духовых и флейтах, а для тем для Мэдисон и Нормана были приглашены камерный и симфонический оркестры соответственно. Запись проходила в студии «Эбби-Роуд»; сам Корбей играл на пианино и записал около 250 реплик.

## Выпуск
После отказа Microsoft от издательства на Xbox 360 и ПК в 2006 году, Heavy Rain стала эксклюзивом для PlayStation 3, хоть и имелись планы о мультиплатформенном выпуске после анонса. Первоначально релиз был запланирован на конец 2008 года, но был отложен до 18 февраля 2010 года в Японии, 23 февраля в Северной Америке, 24 февраля в Европе, 25 февраля в Австралии и Новой Зеландии и 26 февраля в Великобритании и Ирландии. Перед выходом Quantic Dream и Sony провели маркетинговую кампанию в Интернете, в которой люди должны были найти улики Мастера Оригами; за их нахождение игрок получал демоверсию игры (до её выхода 11 февраля). Через несколько месяцев состоялся выход Heavy Rain Move Edition — версия для контроллера PlayStation Move. В 2011 году во Франции вышла Heavy Rain Edition Modifiée, менее жестокая версия оригинальной игры. Версия на PlayStation 4 вышла 1 марта 2016 года, 2 марта в Европе, Австралии и Новой Зеландии и 4 марта в Великобритании; Heavy Rain была выпущена в комплекте с Beyond: Two Souls. В июле 2018 она стала временно бесплатной игрой месяца на PlayStation 4, доступной по подписке PlayStation Plus. В 2019 году на Game Developers Conference Quantic Dream анонсировала выход Heavy Rain, Beyond: Two Souls и Detroit: Become Human на ПК (Windows). 24 июня 2019 года игра вышла эксклюзивно в Epic Games Store, 18 июня 2020 — в Steam.
Первоначально планировалась серия DLC The Heavy Rain Chronicles, куда могли войти дополнительные эпизоды к главным героям, но в итоге вышел только эпизод The Taxidermist с Мэдисон Пейдж. Остальные эпизоды были отменены из-за разработки версии для контроллера PlayStation Move, вышедшей в октябре 2010 года, куда вошёл эпизод с Мэдисон, три динамические темы для системы PlayStation 3, цифровой саундтрек и девять видеороликов о создании Heavy Rain. Коллекционное издание включало практически тот же контент, что и Move Edition, за исключением двух динамических тем, роликов о создании и поддержки PlayStation Move. Владельцам оригинальной версии функции контроллера добавлялись через патч.

## Отзывы критиков
| Сводный рейтинг       | Сводный рейтинг                    |
| Агрегатор             | Оценка                             |
| --------------------- | ---------------------------------- |
| GameRankings          | PS3: 89,23 % PS4: 74,53 %          |
| Metacritic            | PS3: 87/100 PS4: 78/100 PC: 75/100 |
| Иноязычные издания    |                                    |
| Издание               | Оценка                             |
| 1UP.com               | A-                                 |
| Edge                  | 7/10                               |
| Eurogamer             | 9/10                               |
| Game Informer         | 9,5/10                             |
| GamePro               | [ 88 ]                             |
| GameSpot              | 8,5/10                             |
| GameSpy               | [ 89 ]                             |
| IGN                   | 9/10                               |
| Русскоязычные издания |                                    |
| Издание               | Оценка                             |
| Absolute Games        | 87 %                               |
| «IGN Россия»          | 10/10                              |
| PlayGround.ru         | 8,7/10                             |
| StopGame.ru           | «Проходняк» (ПК-версия)            |
| «Игромания»           | 10/10                              |
| «Игры Mail.ru»        | 8/10                               |
| «Канобу»              | 4/10                               |
| «Страна игр»          | 10/10                              |

| Сводный рейтинг | Сводный рейтинг |
| Агрегатор       | Оценка          |
| --------------- | --------------- |
| GameRankings    | 74,36 %         |

Heavy Rain получила положительные отзывы от критиков и игроков. В 2010 году игра была занесена в книгу «1001 Video Games You Must Play Before You Die» (с англ. — «Тысяча и одна видеоигра, которую стоит поиграть, прежде чем вы умрёте»). Согласно опросу фокус-группы из 70 человек, никто из присутствующих не смог узнать личность Мастера Оригами до того момента, пока игра сама не раскрыла его.
Дэвид Эллис из 1UP.com высоко оценил детализацию декораций, отметив, что мир игры казался «обжитым и подлинным», а персонажи — «сурово реалистичными». По его словам, игра передавала такую эмоциональную тонкость, в которой «лишь немногие видеоигры когда-то доходили», а знание того, что персонажи могут в любой момент умереть, только добавляет «стрессовое напряжение». Журналисты из Edge похвалили Heavy Rain за «маниакальное напряжение», написав, что «ужасное любопытство» игрока может привести к последствиям, схожими с франшизой «Пила». Том Брамуэлл из Eurogamer подметил, что сюжет игры полон «сострадания и храбрости», а также что Heavy Rain — это «игра, в которой нажатие на пистолетный курок действительно заставляет что-то чувствовать». Джо Джуба из Game Informer высоко оценил «поразительную детализацию», лицевую анимацию героев, «мрачную музыкальную партитуру» и актёров озвучки; некоторых актёров он назвал «выдающимися». Вместе с этим, он также положительно отозвался о повествовании и развитии персонажей. Ларк Андерсон из GameSpot назвал Heavy Rain «захватывающим опытом», скрупулёзно показывающая напряжённость, неожиданность и трагедию персонажей, а элементы управления позволяют развить их эмоциональное состояние. По его мнению, история игры была «грандиозной», дополненная «выдающимся» визуальным дизайном и «гиперреалистичными» персонажами. Энтони Гальегос из GameSpy заявил, что Heavy Rain вызвала «самое сильное эмоциональное переживание, которое у него было с геймпадом в руке». Гальегос сказал, что события быстрого времени обладают своей интуитивной ценностью и отдал должное Quantic Dream за создание «невероятных» главных героев. Крис Ропер из IGN посчитал механики в управлении достойной похвалы, отметив, что нажатие на определённую кнопку отличается от других игр, потому что здесь оно — «ключевой элемент» геймплея. Он восхитился главными героями за хорошее развитие, интересность и неотъемлемость от истории, а сюжет критик назвал «одним из лучших» в играх.
Несмотря на положительные качества Heavy Rain, Эллис назвал схему управления «громоздкой» и самым главным недостатком игры. Edge также подвергли критике управление, а также структуру эпизодов. Брэмуэлл заявил, что сюжету не хватало «поэзии и сдержанности», а в диалогах присутствует куча клише. Он также отметил «ломаный» английский язык у актёров озвучивания. Оба критика также отметили сюжетные нестыковки и посредственное озвучивание. Ларк Андерсон согласился с ними — дырки в сюжетном плане сильно помешали погружению в мир; управление он также назвал «неуклюжим». Несмотря на реалистичных героев, Гальегос чувствовал себя неловко из-за эффекта «зловещей долины». Ропер негативно высказался об анимации одежды, рук и предметов, а иностранный акцент у американских персонажей звучал «очень странно».

### Продажи и награды
После выхода Heavy Rain попала на шестое место по продажам в Японии с 27 000 проданными копиями и на первое в Великобритании. За первую неделю, тираж проданных копий по всему миру составил 500 тысяч, что стало для Sony Computer Entertainment рекордом со времён Killzone 2. Согласно статистике NPD Group, игра стала десятой самой продаваемой розничной игрой февраля в США — за месяц было продано более 219 тысяч копий. Спустя два месяца продажи перевалили за миллион, превзойдя ожидания Дэвида Кейджа, который скромно оценивал продажи в 200—300 тысяч. В течение первых пятнадцати недель 2010 года Heavy Rain обходила все игры на Xbox 360 в европейских чартах, заняв в итоге десятое место по продажам игр на консолях в Европе. К августу 2013 года общее количество проданных экземпляров превысило три миллиона; к 2017 году продажи увеличились до 4,5, к следующему — до 5,3 миллионов, включая версию на PlayStation 4. Heavy Rain является одной из самых продаваемых игр для PlayStation 3. Издатель Sony Computer Entertainment заработала на игре больше 100 миллионов евро. Игра также до 2020 года была самой продаваемой в истории Quantic Dream. Точные цифры продаж версии для ПК неизвестны, но по заявлениям Дэвида Кейджа от 2019 года, студия ими довольна.
На E3 2009 Heavy Rain была признана GameSpot «Лучшей игрой в жанре „action-adventure“» и попала в номинации «Лучшая игра, представленная на шоу», «Лучшая игра для PS3» и «Лучшая графика». Сайт 1UP.com поставил игру на второе место в списке «Лучших игр для PS3 на E3», а GameSpy — в списках «Лучшей игры, представленной на шоу» и «Лучшей игры на PS3 в жанре „action-adventure“». На церемонии Game Critics Awards Heavy Rain была представлена в номинации «Лучшая оригинальная игра». GameSpy назвал её лучшей приключенческой игрой на PlayStation 3, а IGN — «Игрой года на PlayStation 3». Российский портал StopGame.ru присудил игре победу в номинациях «Игра года 2010», «Лучший саундтрек 2010» и спецноминации «Heavy Rain года», а российский журнал «Игромания», также как и «Видеомания», мультиплатформенное видеоприложение к журналу, поставили игру на 1 место в списке лучших игр года.
Игра неоднократно признавалась критиками как одна из лучших игр всех времён. В 2011 году сайт Adventure Gamers поставил игру на 26 место в списке лучших приключенческих игр, а IGN назвал её одной из лучших видеоигр своего поколения; журнал Empire поместил Heavy Rain на 86 место в списке лучших игр всех времён. По данным сайта-агрегатора Metacritic, она на 18 месте в рейтинге лучших игр 2010 года, на втором в 100 самых обсуждаемых компьютерных игр и на 92 в списке лучших игр на PlayStation 3. GamesRadar ставил Heavy Rain на 98 строчку своего списка. В 2019 году редакция российского сайта Игры Mail.ru включила её в свою двадцатку лучших игр десятилетия, а в 2022-м — в список лучших сюжетных игр за последние десять лет. В этом же году этот же сайт включил момент с раскрытием личности Мастера Оригами в список самых крутых сюжетных поворотов в видеоиграх. В 2023-м редакция «Кинопоиска» поставила игру на предпоследнюю строчку «100 великих игр».
| Год  | Премия                                                            | Категория                                                      | Номинанты и получатели               | Результат | Источник        |
| ---- | ----------------------------------------------------------------- | -------------------------------------------------------------- | ------------------------------------ | --------- | --------------- |
| 2010 | Develop Awards                                                    | Лучшая новая IP                                                | Heavy Rain                           | Победа    | [ 141 ]         |
| 2010 | European Games Award                                              | Лучшая европейская приключенческая игра                        | Heavy Rain                           | Победа    | [ 142 ]         |
| 2010 | Japan Game Awards                                                 | Награда для геймдизайнеров                                     | Heavy Rain                           | Победа    | [ 143 ]         |
| 2010 | Golden Joystick Awards                                            | Игра года в жанре Action/Adventure                             | Heavy Rain                           | Номинация | [ 144 ]         |
| 2010 | Golden Joystick Awards                                            | Саундтрек года                                                 | Heavy Rain                           | Номинация | [ 144 ]         |
| 2010 | Golden Joystick Awards                                            | Лучшая игра года                                               | Heavy Rain                           | Номинация | [ 144 ]         |
| 2010 | Spike Video Game Awards                                           | Лучшая игра для PS3                                            | Heavy Rain                           | Номинация | [ 145 ]         |
| 2010 | Spike Video Game Awards                                           | Лучшая графика                                                 | Heavy Rain                           | Номинация | [ 145 ]         |
| 2011 | 38th Annie Awards                                                 | Лучшая анимированная видеоигра                                 | Heavy Rain                           | Номинация | [ 146 ]         |
| 2011 | 7th British Academy Video Games Awards                            | Лучшая игра                                                    | Heavy Rain                           | Номинация | [ 147 ] [ 148 ] |
| 2011 | 7th British Academy Video Games Awards                            | Геймплей                                                       | Heavy Rain                           | Номинация | [ 147 ] [ 148 ] |
| 2011 | 7th British Academy Video Games Awards                            | Техническая инновация                                          | Heavy Rain                           | Победа    | [ 147 ] [ 148 ] |
| 2011 | 7th British Academy Video Games Awards                            | Оригинальная музыка                                            | Heavy Rain                           | Победа    | [ 147 ] [ 148 ] |
| 2011 | 7th British Academy Video Games Awards                            | Сюжет                                                          | Heavy Rain                           | Победа    | [ 147 ] [ 148 ] |
| 2011 | 7th British Academy Video Games Awards                            | Награда GAME за 2010 год                                       | Heavy Rain                           | Номинация | [ 147 ] [ 148 ] |
| 2011 | 9th Annual G.A.N.G. Awards                                        | Звук года                                                      | Heavy Rain                           | Номинация | [ 149 ]         |
| 2011 | 9th Annual G.A.N.G. Awards                                        | Музыка года                                                    | Heavy Rain                           | Номинация | [ 149 ]         |
| 2011 | 9th Annual G.A.N.G. Awards                                        | Лучшее интерактивное музыкальное сопровождение                 | Heavy Rain                           | Номинация | [ 149 ]         |
| 2011 | 9th Annual G.A.N.G. Awards                                        | Лучшая оригинальная инструментальная тема                      | «Ethan Mars Theme»                   | Номинация | [ 149 ]         |
| 2011 | 10th Annual National Academy of Video Game Trade Reviewers Awards | Игра года                                                      | Heavy Rain                           | Номинация | [ 150 ]         |
| 2011 | 10th Annual National Academy of Video Game Trade Reviewers Awards | Анимация                                                       | Heavy Rain                           | Номинация | [ 150 ]         |
| 2011 | 10th Annual National Academy of Video Game Trade Reviewers Awards | Художественное руководство, современный сеттинг                | Heavy Rain                           | Номинация | [ 150 ]         |
| 2011 | 10th Annual National Academy of Video Game Trade Reviewers Awards | Режиссура камеры в игровом движке                              | Heavy Rain                           | Номинация | [ 150 ]         |
| 2011 | 10th Annual National Academy of Video Game Trade Reviewers Awards | Дизайн персонажей                                              | Heavy Rain                           | Номинация | [ 150 ]         |
| 2011 | 10th Annual National Academy of Video Game Trade Reviewers Awards | Дизайн управления, 3D                                          | Heavy Rain                           | Номинация | [ 150 ]         |
| 2011 | 10th Annual National Academy of Video Game Trade Reviewers Awards | Режиссура в интерактивном кино                                 | Heavy Rain                           | Победа    | [ 150 ]         |
| 2011 | 10th Annual National Academy of Video Game Trade Reviewers Awards | Геймдизайн, новая IP                                           | Heavy Rain                           | Победа    | [ 150 ]         |
| 2011 | 10th Annual National Academy of Video Game Trade Reviewers Awards | Графика/техническая часть                                      | Heavy Rain                           | Номинация | [ 150 ]         |
| 2011 | 10th Annual National Academy of Video Game Trade Reviewers Awards | Инновация в области геймплея                                   | Heavy Rain                           | Победа    | [ 150 ]         |
| 2011 | 10th Annual National Academy of Video Game Trade Reviewers Awards | Инновация в области игровых технологий                         | Heavy Rain                           | Номинация | [ 150 ]         |
| 2011 | 10th Annual National Academy of Video Game Trade Reviewers Awards | Актёрская игра — роль первого плана, драма                     | Паскаль Лангдейл за роль Итана Марса | Номинация | [ 150 ]         |
| 2011 | 10th Annual National Academy of Video Game Trade Reviewers Awards | Освещение/текстурирование                                      | Heavy Rain                           | Победа    | [ 150 ]         |
| 2011 | 10th Annual National Academy of Video Game Trade Reviewers Awards | Оригинальное драматическое музыкальное сопровождение, новая IP | Heavy Rain                           | Номинация | [ 150 ]         |
| 2011 | 10th Annual National Academy of Video Game Trade Reviewers Awards | Актёрская игра — роль второго плана, драма                     | Сэм Дуглас за роль Скотта Шелби      | Номинация | [ 150 ]         |
| 2011 | 10th Annual National Academy of Video Game Trade Reviewers Awards | Использование звука                                            | Heavy Rain                           | Номинация | [ 150 ]         |
| 2011 | 10th Annual National Academy of Video Game Trade Reviewers Awards | Сценарий в драме                                               | Heavy Rain                           | Номинация | [ 150 ]         |
| 2011 | 10th Annual National Academy of Video Game Trade Reviewers Awards | Игра, оригинальная приключенческая                             | Heavy Rain                           | Победа    | [ 150 ]         |
| 2011 | 11th Annual Game Developers Choice Awards                         | Лучший сценарий                                                | Heavy Rain                           | Номинация | [ 151 ]         |
| 2011 | 11th Annual Game Developers Choice Awards                         | Лучшие технологии                                              | Heavy Rain                           | Номинация | [ 151 ]         |
| 2011 | 11th Annual Game Developers Choice Awards                         | Награда за инновации                                           | Heavy Rain                           | Номинация | [ 151 ]         |
| 2011 | 14th Annual Interactive Achievement Awards                        | Выдающееся достижение в области визуальной инженерии           | Heavy Rain                           | Победа    | [ 152 ]         |
| 2011 | 14th Annual Interactive Achievement Awards                        | Выдающаяся инновация среди видеоигр                            | Heavy Rain                           | Победа    | [ 153 ]         |
| 2011 | 14th Annual Interactive Achievement Awards                        | Выдающееся достижение в создании оригинальной музыки           | Heavy Rain                           | Победа    | [ 154 ]         |
| 2011 | 14th Annual Interactive Achievement Awards                        | Приключенческая игра года                                      | Heavy Rain                           | Номинация | [ 155 ]         |
| 2011 | 14th Annual Interactive Achievement Awards                        | Выдающееся достижение в области сюжета                         | Heavy Rain                           | Номинация | [ 156 ]         |

## Возможная экранизация
Уже после показа технической демоверсии The Casting, компания New Line Cinema объявила, что купила права на создание киноадаптации Heavy Rain. Позже они были проданы на аукционе компанией Unique Features, созданной двумя бывшими сотрудниками из New Line Cinema — Робертом Шеем и Майклом Линном. Шей и Линн купили права за свои средства, даже несмотря на то, что с Warner Bros. была заключена сделка. В свою очередь, Warner Bros. купили New Line Cinema до их ухода. После этой новости было известно лишь что над сценарием должен был работать Дэвид Милч — сценарист телевизионных драм «Полиция Нью-Йорка» и «Дедвуд», первоначальное название экранизации было «Дождь» (англ. Rain), а за основу событий киноадаптации хотели взять те части сценария игры, которые так и не были включены в финальный вариант проекта.